# Corbas
Corbas è un comune francese di 11.023 abitanti situato nella metropoli di Lione della regione Alvernia-Rodano-Alpi.

## Geografia fisica
Il territorio di Corbas si articola su una zona pianeggiante lievemente collinare in alcuni punti, estesa per 1.190 ettari sul territorio francese.
Il comune si estende a 10 km a sud-est di Lione, sul confine del Grand Lyon (metropoli di Lione).

## Storia

### Storia gallica, romana e medioevale
Corbas era all'origine un villaggio rurale costituitosi attorno al I secolo a.C.: scavi realizzati in occasione della costruzione del corso principale sud della città hanno infatti permesso di aggiornare le prove di un'occupazione della località all'epoca Gallo-romana.
Il villaggio appare in seguito in un documento risalente al 937, sotto il nome di Villa Corbatis.

### Storia contemporanea
L'agglomerato urbano diviene comune solo a partire dal 1860 quando riesce nel secolare intento di separarsi dal comune di Marennes.
A partire dagli anni '60 del XX secolo, inizia un cambiamento profondo che farà del villaggio una vera e propria città, che passerà dai 730 abitanti del 1954 alla sua dimensione attuale.
È entrata a far parte del dipartimento francese del Rodano nel 1968.

## Monumenti e luoghi d'interesse

### Architetture religiose

#### Chiesa parrocchiale di San Giacomo

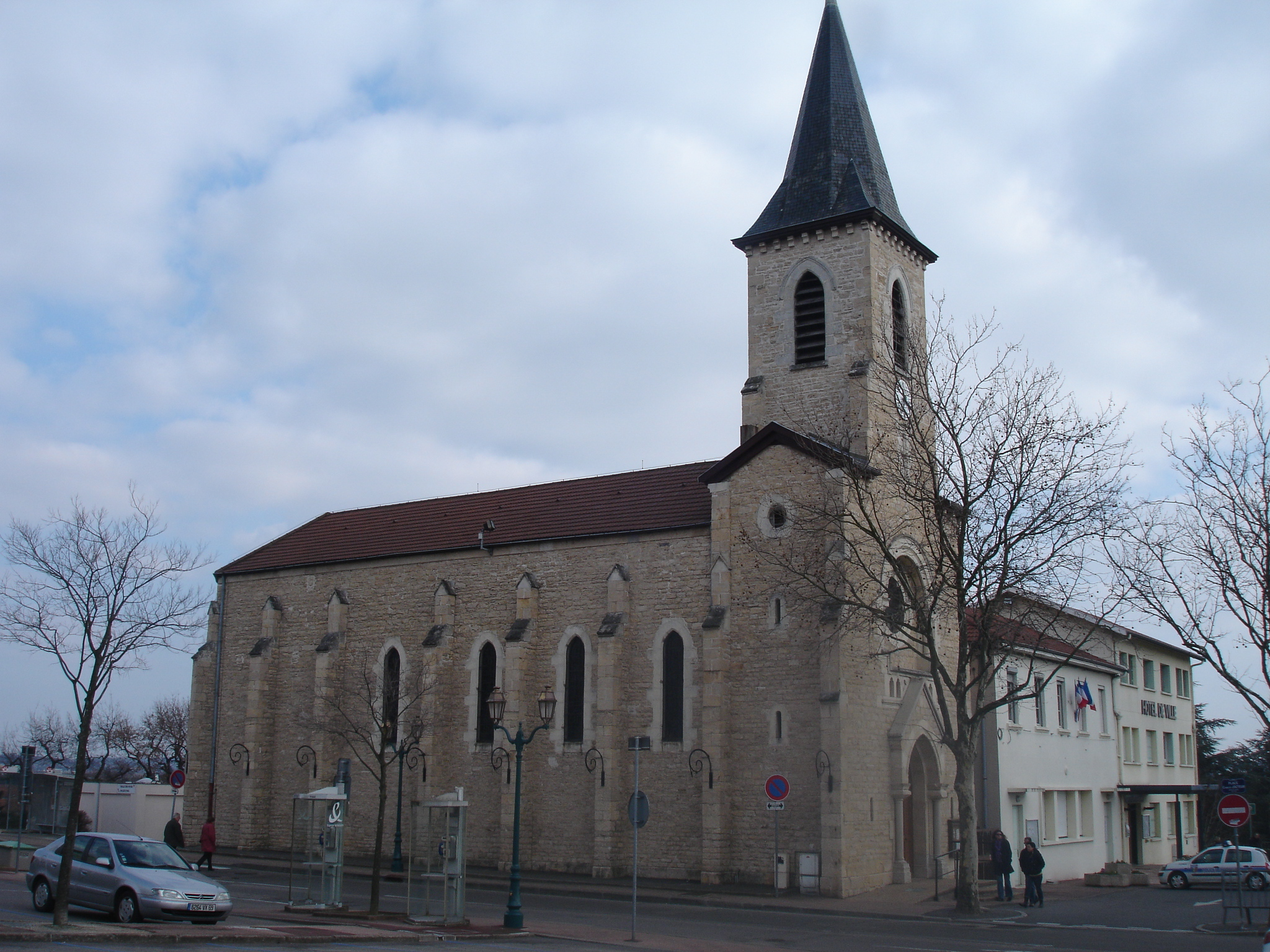
La chiesa parrocchiale di San Giacomo di Corbas

La storia della Chiesa Parrocchiale di San Giacomo ebbe inizio nel 1845 quando entrò in città il nuovo sacerdote, il sig. Bully, il quale vi sarebbe rimasto per vent'anni, sino al 1865, data nella quale Corbas diventò parrocchia.
In precedenza al 1845 esisteva l'antica chiesa del paese, che probabilmente risaliva al XVIII secolo che si trovava ormai in condizioni strutturali pessime.
Per questo motivo l'amministrazione locale, si propose di aprire un dibattito per stabilire se fosse necessario ristrutturare l'antica chiesa, o se invece fosse più conveniente costruirne una nuova.
Il pacifico dibattito degenerò in un vero e proprio scontro civile, a tal punto che l'amministrazione prese posizione e impegnò la somma di 32.000 franchi per la costruzione del nuovo tempio che ancora oggi possiamo ammirare, di cui 5.000 franchi pervennero di sovvenzione statale.
La nuova chiesa di San Giacomo venne benedetta in piena guerra, il 13 novembre 1870, mentre nel paese veniva creata anche la prima scuola mista. Quanto al vecchio edificio religioso situato nell'attuale cimitero, se ne completò la demolizione solo nel 1911.
Di notevole rilievo, all'interno, sono le vetrate, alcune realizzate nell'Ottocento ed altre decorate con splendidi motivi moderni.

### Architetture civili

#### Il forte

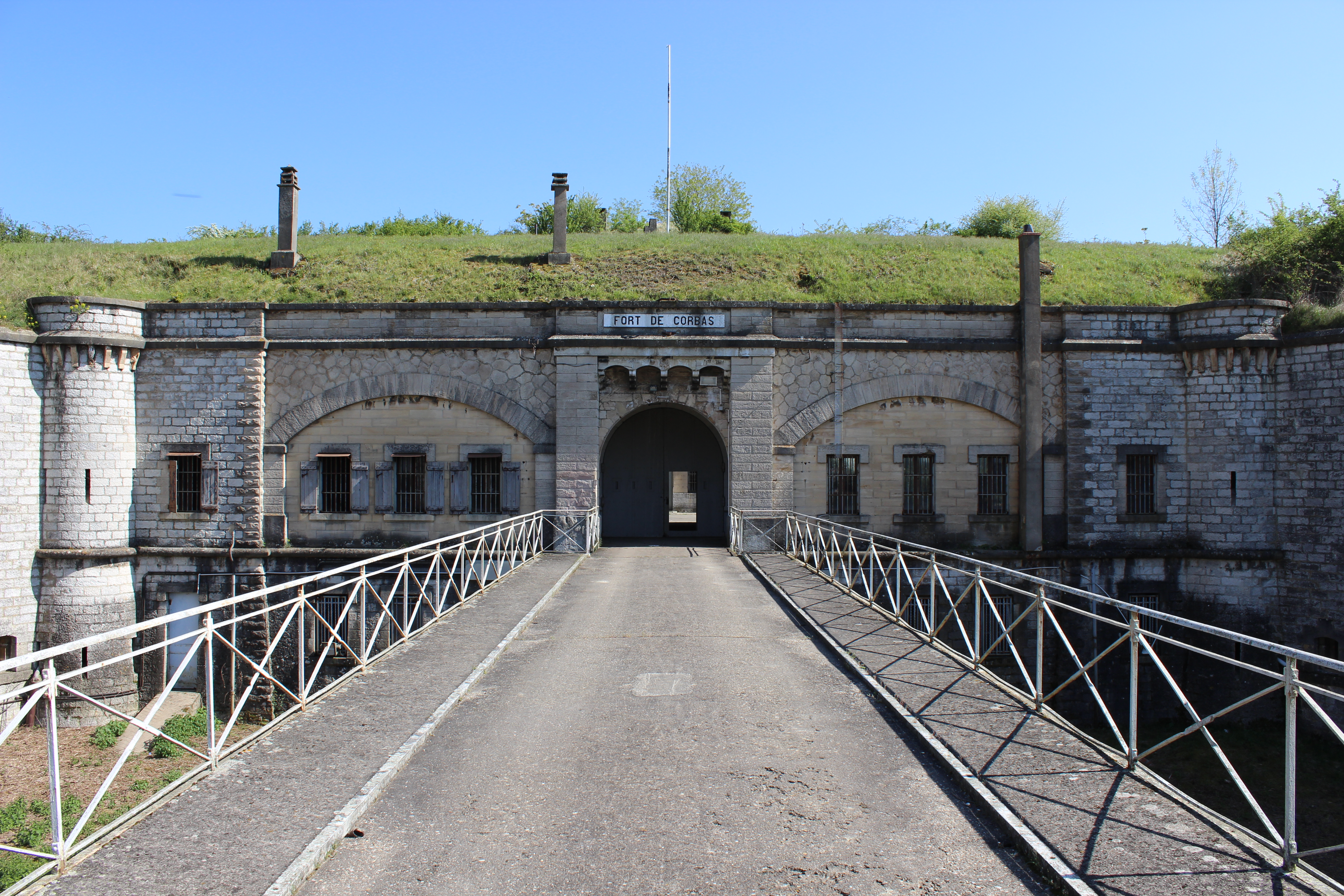
L'entrata al forte di Corbas nel 2014

Uno dei monumenti più caratteristici dell'abitato di Corbas, è indubbiamente il forte militare che sorge sull'area collinare del paese.
Esso venne costruito dal governo della Repubblica Francese tra il 1874 ed il 1885 e venne utilizzato all'origine come forte d'artiglieria, e con tale scopo venne mantenuto praticamente sino alla seconda guerra mondiale, quando venne occupato dalle truppe tedesche e utilizzato come deposito di combustibile.
Incendiati i bidoni di benzina nell'agosto 1944 in occasione della ritirata tedesca, i danni alla struttura furono ad ogni modo minimi.
Nuovamente, tra il 1945 ed il 1947, il forte venne utilizzato come polveriera sino ad essere destinato, tra il 1957 ed il 1959, a non avere più una precisa funzione militare. Dal 1959, perciò, il forte venne destinato alle trasmissioni GRET 808.
Punti di rilievo nel complesso sono:
- La torre di Mougin, costruita nel 1880 dal Comandante Mougin che lasciò l'esercito e divenne ingegnere, principale incaricato delle fabbricazioni d'artiglieria e dell'ingegneria nelle forge ed acciaierie della marina e delle ferrovie di Chamond. Nel 1883, decise di installare una torretta a Corbass, dotata di una sofisticata mitragliatrice di acciaio laminato, sostituendone una precedente realizzata in ghisa (molto più pesante e meno maneggevole). Molte torrette furono installate attorno a Bucarest su richiesta del Generale Brialmont, che fanno così progredire l'industria francese dell'armamento. Ci si può del resto chiedere se la torretta di Corbas non ha funto da prototipo, da cui la sua importanza enorme storica.
- Le cupole, come vengono popolarmente chiamate, erano in realtà delle torrette antiaeree realizzate in ghisa dura o in ferro laminato. Erano armate di due cannoni per proiettili da 155 mm, che potevano girare attorno al loro asse verticale offrendo un angolo complessivo di 360°. una prima armatura di queste strutture difensive venne realizzata con massi e cemento non armato, che permetteva ai soldati di circolare attorno alla cupola, con l'intento di riparavi eventuali danni dall'esterno. Le strutture erano coperta tutt'oggi da una cupola, di un peso di circa 50 tonnellate, apribili verso il cielo grazie ad un sistema idraulico.

### Simboli
La descrizione araldica dello stemma è la seguente:

Lo stemma della città di Corbas risale al 1992.
I suoi colori hanno un preciso significato simbolico:
- il rosso rappresenta l'industria
- il blu: l'abitato
- il giallo: la qualità della vita
- il verde: gli spazi verdi.

I colori rossi e blu collegano Corbas alla vicina Lione.
Nel blasone, il delfino rappresenta le origini del comune (legato anticamente alla regione del Delfinato), sotto il quale si trova anche un "planeur" che simboleggia l'aviazione (molto presente a Corbas).
Le tre cellette di api simboleggiano i tre stadi della comunità che si sono riuniti per formare la città di Corbas: la comunità agricola, quella industriale e quella residenziale.

## Società

### Evoluzione demografica
Abitanti censiti

## Gemellaggi
- Italia - Corbetta (MI)

## Amministrazione comunale

### Elenco cronologico dei sindaci di Corbas
- Nicolas Pitiot (1860-1869)
- Jean-Baptiste Barioz (1870-1871)
- Jean Geoffray (1871-1874)
- Alfred Pitiot (1874-1884)
- Étienne Barioz (1884-1911)
- Antoine Louvier (1911-1924)
- Claude Dulaquais (1924-1929)
- Jules Pellet (1929-1945)
- Charles Jocteur (1945-1977) - Indipendente
- Pierre Rivière (1977-1995) - Partito Socialista (Francia)
- André Sardat (1995-2008) - Unione per un Movimento Popolare
- Thierry Butin (2008-2009) - Partito Socialista (Francia)
- Jean-Claude Talbot (2009-2014) (2014-in carica) - Partito Socialista (Francia)